# Wolfgang Aigner (Benediktiner)
Wolfgang Aigner (* 27. Oktober 1745 in Regensburg; † 19. Oktober 1801) war ein bayerischer Benediktiner und Gelehrter.
Aigner trat 1764 im Kloster Mallersdorf in den Orden der Benediktiner ein und erhielt 1769 seine Ordination zum Priester. Von 1783 bis 1788 war er am Lyzeum in Freising Professor der Grammatik und Rhetorik.
Von Aigner erschienen einzelne Gelegenheitsreden.

## Veröffentlichte Reden
- Trauerrede zum Gedächtnisse weyland des Hochwürdigsten Fürsten und Herrn Ludwig Joseph aus dem Geschlechte der Reichsfreyherren von Welden auf Hochaltingen und Laupheim, und Bischofes zu Freysing ... gehalten am dreyßigsten Tage des Höchstseligen Hinscheidens von dem hochfürstlichen Lyceum und der da errichteten marianischen Kongregation das hohe Seelenamt feyerlich abgesungen wurde (1788)